# Jeroen D'hoe
Jeroen D'hoe (Leuven, 25 juni 1968) is een Vlaams componist en muziekdocent.

## Levensloop
D'hoe studeerde af in musicologie aan de Katholieke Universiteit Leuven (1992) en in compositie aan het Lemmensinstituut te Leuven (1996). Hij vervolgde zijn studies aan de Juilliard School in New York. Hij behaalde er zijn mastergraad (2000) en doctoraat (2003); compositielessen kreeg hij van John Corigliano.
Van 1999 tot 2001 was hij assistent gehoortraining aan de Juilliard School. D'hoe doceert compositie en muziekgeschiedenis aan het Utrechts Conservatorium, hij is coördinator van het artistieke onderzoek en doceert compositie, muziekgeschiedenis en muziekanalyse aan het Lemmensinstituut, en gaf les muziektheorie en compositie aan de Muziekschool van Tienen. 
Van het omvangrijke repertoire van D'hoe kan genoemd worden het vioolconcert (2000), het oratorium Wij zijn wij (2006) op een libretto van Saskia De Coster, dat hij componeerde voor de stad Leuven bij gelegenheid van 175 jaar Koninkrijk België, en Crosstalk (2005), een werk waarin de grenzen van de klassieke en de jazzmuziek worden afgetast.

## Prijzen
Met Wavechain for piano and orchestra (1999) won hij in 2001 de Juilliard Composers Competition. Hij won de Compositiewedstrijd van de Provincie Vlaams-Brabant in 2002 met Festival Anthem voor orkest. Met zijn Toccata-Scherzo voor pianosolo won hij de Nationale Compositiewedstrijd van de Koningin Elisabethwedstrijd in 2003 en de Sabamprijs voor compositie in hetzelfde jaar.

## Composities
- Pianosuite nº1 (1995)
- Four Yeats Songs voor sopraan en orkest (1995)
- Partita voor blokfluitkwartet (1995)
- Adagio voor hobosextet (1996)
- Trancircle voor orkest (1996)
- Cummings Songs voor sopraan, viool, piano en orkest (1998)
- Wavechain voor piano en orkest (1999)
- Waves voor hobo en piano (1999)
- Vioolconcert (2000)
- Scherzo (2002) voor het Sinfonietta Ensemble
- Visions (2002) voor gemengd koor en strijkorkest
- Toccata-Scherzo (2002) voor piano
- Toccatas (2003) voor fluit, cello en piano
- Les Idées (2005) voor mezzosopraan, fluit, klarinet, harp en strijkkwartet
- Concedido (2005) voor vrouwenkoor in vier groepen
- Crosstalk (2005) voor pop/jazzzanger en kamerorkest
- Symfonie no. 1 "Open" (2005) voor orkest en sopraansolo
- Petit Concert Du Diable (2006) voor viool, klarinet, hoorn en vierhandig piano
- Orkestratie van Samuel Barbers Hermit Songs (2006) voor sopraan en orkest
- Wij zijn wij (2006), een oratorium voor sopraan, tenor, kindsopraan, kinderkoor, gemengd koor en orkest
- SKIN (2007) voor mezzosopraan en gitaar, voor een soundscape calligraphy (audiovisuele installatie) van Brody Neuenschwander

## Discografie

### Als componist
- 2003: Queen Elisabeth Competition – Piano 2003 (Toccata-Scherzo gespeeld door Severin von Eckardstein)
- 2013: Chormusik zu Advent und Weihnachten (compilatie-cd)
- 2014: Once Upon a Castle – Uncover My Secrets
- 2017: Douces Nuits – Berceuses contemporaines (compilatie-cd)
- 2019: Essence (Etcetera Records - KTC 1659)
  - Uitvoerders: Kugoni Trio
  - Componisten: Piet Swerts, Wim Henderickx, Jeroen D´hoe, Pieter Schuermans, Mathias Coppens
- 2023: Continuado (Antarctica Records - AR 048)
  - Uitvoerders: Triunfal Quintet
  - Componisten:  Astor Piazzolla, Frédéric Devreese, Jeroen D´hoe, Ben Faes
- 2023: Patchwork (Etcetera Records - KTC 1794)
  - Uitvoerders: Stefan De Schepper, Peter Verhoyen, Nele Tiebout, Benoît Viratelle, Pieterjan Vranckx, Sylvie Erauw
  - Componisten: Rudi Tas, Michel Lysight, Erik Desimpelaere, Wim Henderickx, Jeroen D’Hoe, Jan Van der Roost
- 2024: Concerto Grosso (Etcetera Records - KTC 1809)
  - Uitvoerders: Ataneres Ensemble, Kugoni Trio, Pieter Schuermans
  - Componisten: Astor Piazzolla, Erik Desimpelaere, Piet Swerts, Pieter Schuermans, Jeroen D´hoe

### Als muzikant
- 2019: Bernstein meets Broadway